# Tora Teje

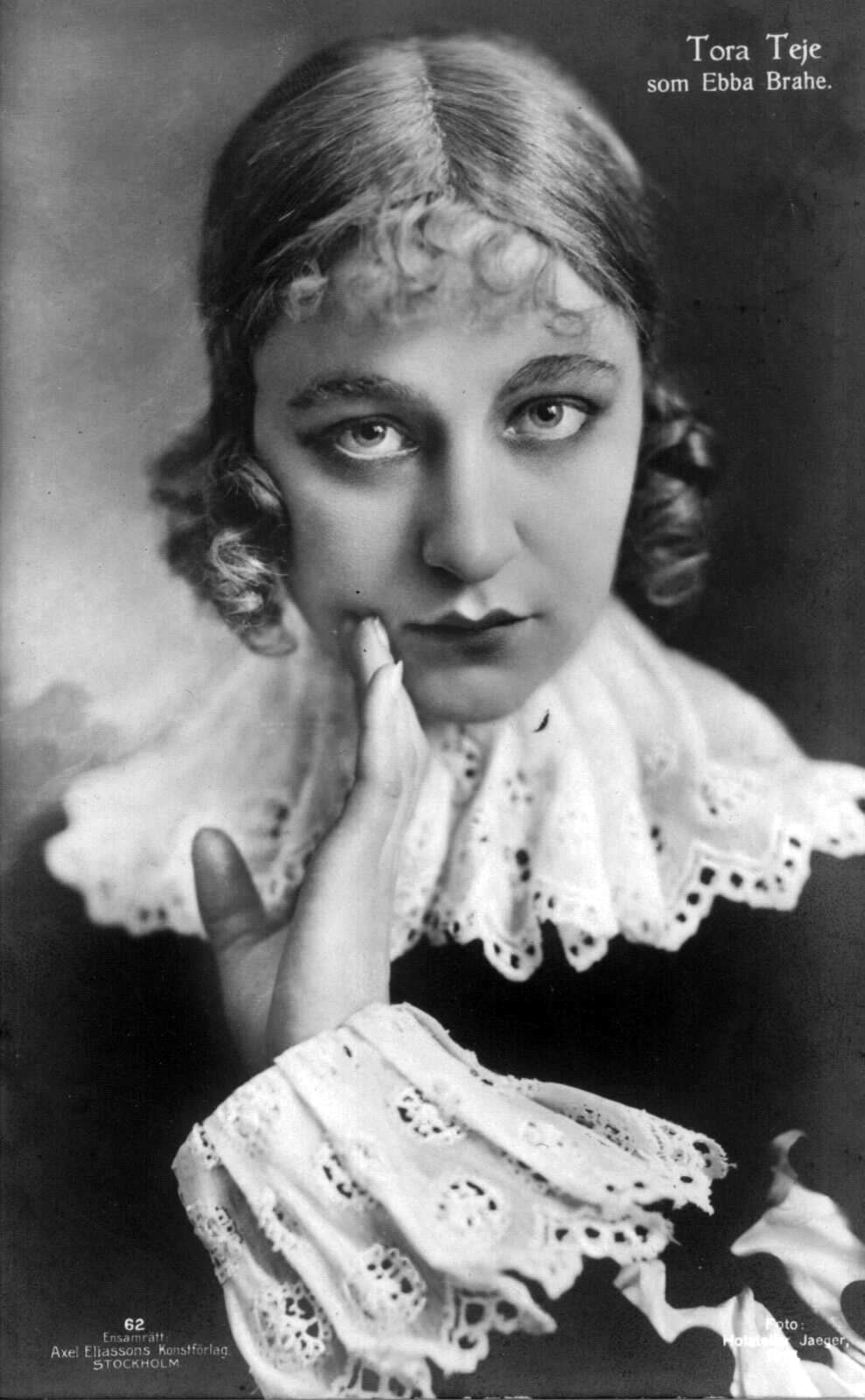
Tora Teje en 1917

Tora Teje (7 de enero de 1893 - 29 de abril de 1970) fue una actriz teatral y cinematográfica de nacionalidad sueca.

## Biografía
Su verdadero nombre era Tora Adelhejt Johansson, y nació en Estocolmo, Suecia. Teje cursó estudios en la escuela del Teatro Dramaten en 1908–1911. En dicho teatro interpretó diversos papeles de relevancia, estando ligada al mismo a lo largo de carrera, excepto entre 1913 y 1922. Entre los mismos figuran Fedra (de Jean Racine), Medea (de Eurípides), la hija de Indra en El sueño (de August Strindberg), la abuela en Farmor och vår Herre (de Hjalmar Bergman), Nina Leeds en Sällsamt mellanspel y Christine Mannon en A Electra le sienta bien el luto (ambas piezas de Eugene O'Neill),. 
Se inició en el cine en 1920 con Erotikon, film de Mauritz Stiller. Dos años más tarde fue una cleptómana en la película de Benjamin Christensen Häxan. En 1939 actuó junto a Victor Sjöström en Gubben kommer. Sjöström había sido el director  de dos cintas en las cuales ella trabajó en 1920, Karin Ingmarsdotter y Klostret i Sendomir.
Tora Teje falleció en Estocolmo en el año 1970. En 1913 se había casado con el fotógrafo Herrman Sylwander. La pareja tuvo un hijo actor, Claes Sylwander, que en su libro de memorias Oh Gud, vad vi haft roligt! hablaba de su vida y de su madre.

## Filmografía
- 1920 : Erotikon
- 1920 : Familjens traditioner
- 1920 : Karin Ingmarsdotter
- 1920 : Klostret i Sendomir
- 1922 : Häxan
- 1923 : Norrtullsligan
- 1924 : 33.333
- 1925 : Damen med kameliorna
- 1926 : Giftas
- 1939 : Gubben kommer

## Teatro
- 1919 : Rödakorssystern, de Gustaf Collijn, Svenska teatern, Estocolmo[2]
- 1923 : Föräldrar, de Otto Benzon, dirección de Olof Molander, Dramaten
- 1925 : Kameliadamen, de Alexandre Dumas (hijo), dirección de Olof Molander, Dramaten
- 1925 : Storstädning, de Frederick Lonsdale, dirección de Olof Molander, Dramaten
- 1925 : Sankta Johanna, de George Bernard Shaw, dirección de Gustaf Linden, Dramaten
- 1926 : Societet, de William Somerset Maugham, dirección de Gustaf Linden, Dramaten
- 1927 : Markisinnan, de Noel Coward, dirección de Karl Hedberg, Dramaten
- 1929 : Siegfried, de Jean Giraudoux, dirección de Olof Molander, Dramaten
- 1931 : Fru Celias moral, de Benn W. Levy, dirección de Alf Sjöberg, Dramaten
- 1931 : Jag har varit en tjuv!, de Sigfrid Siwertz, dirección de Olof Molander, Dramaten
- 1932 : Majestät, de Marika Stiernstedt, dirección de Olof Molander, Dramaten
- 1932 : Fröken, de Jacques Deval, dirección de Olof Molander, Dramaten
- 1935 : Trots allt, de Henry Bernstein, dirección de Rune Carlsten, Dramaten
- 1936 : Millionärskan, de George Bernard Shaw, dirección de Alf Sjöberg, Dramaten
- 1937 : En sån dag!, de Dodie Smith, dirección de Rune Carlsten, Dramaten[3]
- 1938 : Spel på havet, de Sigfrid Siwertz, dirección de Alf Sjöberg, Dramaten

## Radioteatro
- 1954 : Pojken med kärran, de Christopher Fry, dirección de Palle Brunius[4]

## Premios
- 1947 : Medalla de Oro del Sindicato Sueco de Teatro (Teaterförbundet) por su trayectoria artística
- 1957 : Premio O'Neill